# MBCディナモ・モスクワ
MBCディナモ・モスクワ（露: МБК Динамо Москва、英: MBC Dynamo Moscow）は、ロシア・モスクワを本拠地とする男子バスケットボールチームである。

## 歴史
1923年創設。
旧ソ連リーグで2度の優勝を果たし、ソ連崩壊後も2006年のULEBカップで優勝。ユーロリーグにも出場した。
2008年にはbjリーグの浜松・東三河フェニックスとプレシーズンを戦った。

## 主な成績
ソ連リーグ／スーパーリーグ
- 優勝: 1937, 1948

ULEBカップ
- 優勝: 2006

## 主な歴代所属選手
- セルゲイ・モニア
- アントニオス・フォツィス
- ロベルタス・ヤフトカス
- クシシュトフ・ラヴリノヴィチ